# 托米斯拉夫·伊夫科维奇
托米斯拉夫·伊夫科维奇（1960年8月11日—），克罗地亚男子足球运动员。他曾代表南斯拉夫参加1980年和1984年夏季奥林匹克运动会足球比赛，其中1984年奥运会获得一枚铜牌。